# Hualianceratops wucaiwanensis
Hualianceratops wucaiwanensis es la única especie conocida del género extinto Hualianceratops (del chino hualian u ornamento, «cara ornamentada») de dinosaurio ceratopsio chaoyangsáurido que vivió a finales del período jurásico, hace unos 160 millones de años durante el oxfordiense en lo que es hoy Asia. Fue descubierto en el este de China y su tamaño era comparable al de un perro spaniel, es decir, aproximadamente un metro y medio de largo. El cráneo tenía 25 centímetros de largo. Era de dieta vegetariana y probablemente era presa del dinosaurio tiranosauroide Guanlong.
El holotipo, IVPP V18641, fue encontrado en una capa superior de la Formación Shishugou que data del Oxfordiano. Se compone de un esqueleto parcial con el cráneo y la mandíbula inferior. Se conserva parcialmente los lados traseros de la cabeza, algunas vértebras sacras, partes de un miembro posterior, un hueso de la pantorrilla izquierda y el pie izquierdo.  La especie fue nombrada en la publicación electrónica PLoS ONE y, por lo tanto, los identificadores obligatorios de ciencias de la vida.son D96319BA-6380-47D6-9512-5BDA15221A00 para el género y DEEB3095-CB69-47CD-91FC-2D01D9F429D5 para la especie.  Los huesos no eran lisos sino que tenían una textura, por lo que se le ha llamado "dinosaurio adornado" u "ornamentado" por sus paleontólogos descubridores.
Los huesos malares, la forma de la mandíbula y sus huesos cuadrados tienen semejanzas con el de otros ceratopsianos antiguos, como el género Psittacosaurus. Es de una época contemporánea al de otro dinosaurio ceratopsiano antiguo, llamado Yinlong.   Al ser de los ceratopsianos más antiguos no muestra la típica cornamenta y volante vistos en especímenes de épocas posteriores, como el del famoso Triceratops, que vivió a fines del período Cretácico.

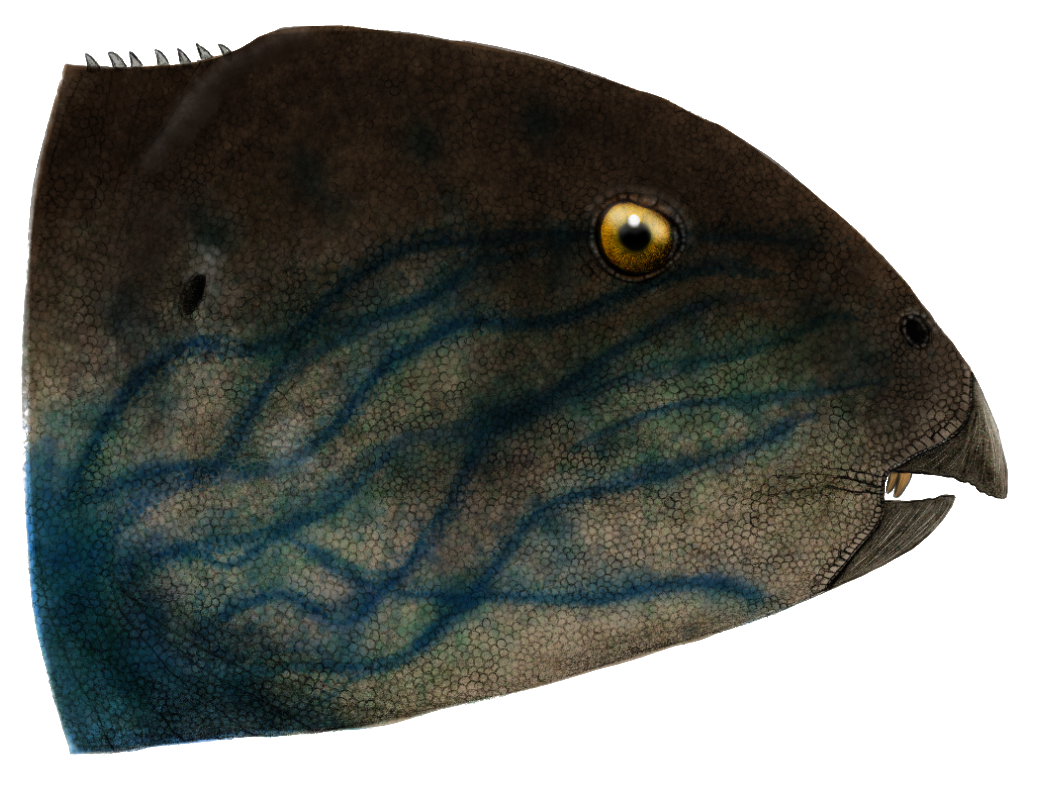
Recreación (Levi & Daniel Izaguirre, 2017
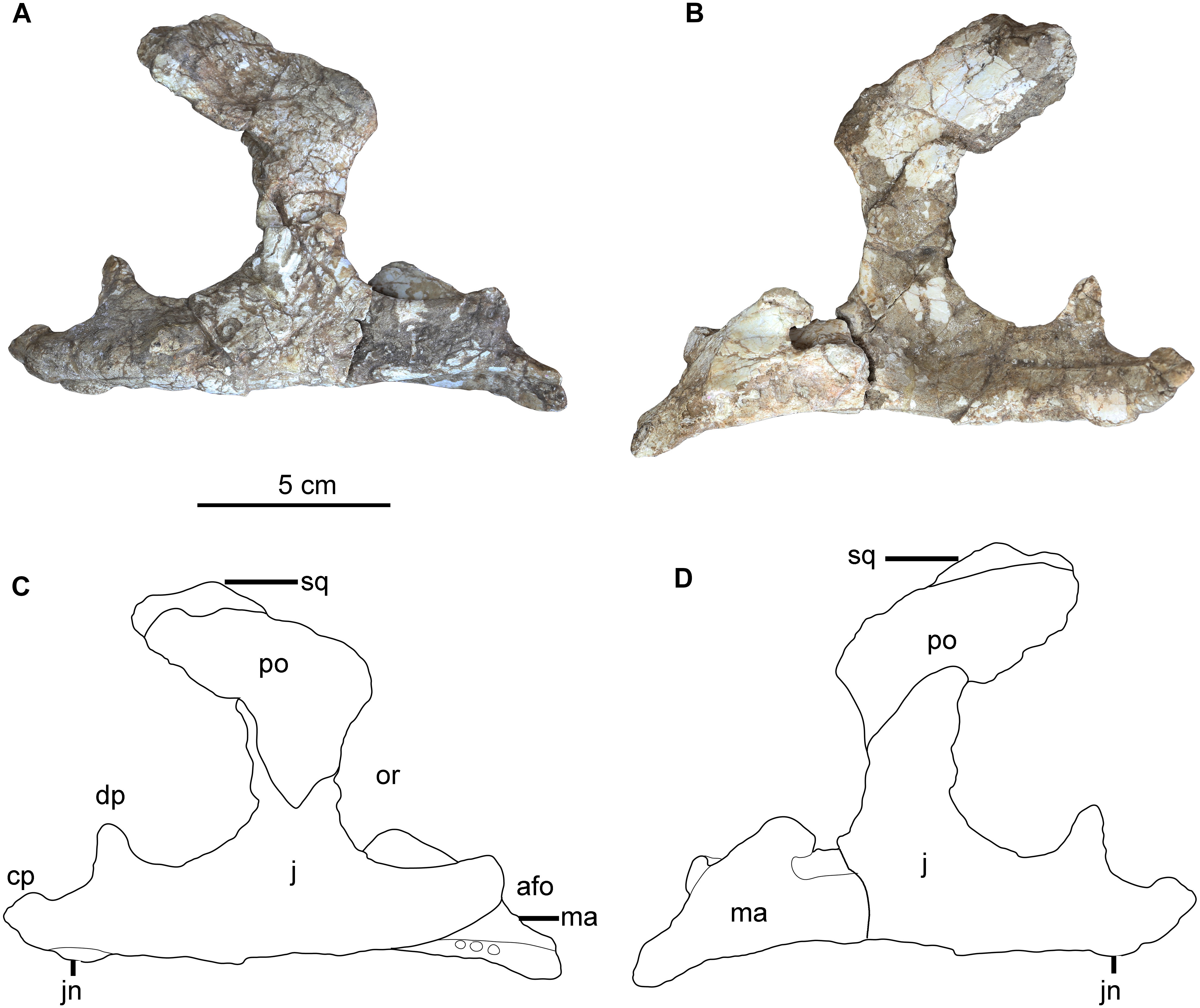
Huesos maxilar y yugal.